# Viquipèdia en italià
La Viquipèdia en italià és l'edició de Viquipèdia en idioma italià, iniciada l'11 de maig de 2001.
Encara que el juliol de 2005 la Viquipèdia en italià tenia menys de 54.000 articles, l'agost d'aquell any va sobrepassar les edicions en espanyol, portuguès, neerlandès i suec de Viquipèdia, convertint-se en la 6a més gran edició per nombre d'articles. La raó principal d'aquesta ràpida augmentació, de 56.000 a 110.000 articles, va ser un bot automàtic que va crear esbossos de més de 8.000 municipis espanyols en una operació anomenada "Comuni spagnoli".
A aquest projecte en van seguir d'altres, amb informació de municipis francesos i d'altres països. Les pàgines així creades eren sempre iguals: una taula amb una vintena de dades geogràfiques i demogràfiques (no gaire actualitzades, ja que per exemple els espanyols provenen del cens de 2001) del municipi en qüestió. De les més de 110.000 entrades que va assolir la Wikipedia en italià en aquell moment, aproximadament la meitat estava constituïda per aquest tipus de pàgines.
El dia 21 de maig de 2007 va assolir 300.000 articles.
El dia 4 d'octubre de 2011, arran d'una votació de la comunitat, els articles de la wikipedia en italià restaren amagats com a protesta per una proposta llei del parlament italià que els usuaris consideraven que limitava la seva llibertat d'expressió.